# Огородов, Олег
Олег Огородов (род. 16 июля 1972, Ташкент, СССР) — советский и узбекский теннисист. Игрок сборной Узбекистана в Кубке Дэвиса, неоднократный призёр Азиатских игр, победитель одного турнира АТР в парном разряде.

## Спортивная карьера
Олег Огородов начал играть в теннис в семилетнем возрасте. В юности он входил в молодёжную сборную СССР, с которой в 1990 году дошёл до финала юношеского чемпионата Европы (другие участники — Евгений Кафельников, Андрей Медведев, Саргис Саргсян).
С 1994 года Огородов выступал в составе сборной Узбекистана в Кубке Дэвиса. За десять лет в составе сборной Огородов провёл за неё 77 игр в 29 матчах, более чем в двух третях из которых одержал победу. Огородов является рекордсменом команды Узбекистана почти по всем показателям, включая общее число побед, число побед в одиночном и парном разрядах и в составе одной пары (с Дмитрием Томашевичем). В 1998-2001 годах Огородов с командой Узбекистана четырежды подряд выходил из I Азиатско-Океанской группы в плей-офф Мировой группы — высшего дивизиона Кубка Дэвиса, — всякий раз, однако, оступаясь на этом этапе. За многолетние выступления в составе сборной он стал одним из лауреатов награды ITF «За верность» (англ. Commitment Award), вручаемой теннисистам, проведшим в Кубке Дэвиса не менее 20 матчей. В 1996 году Олег Огородов представлял Узбекистан на Олимпийских играх в Атланте, проиграв во втором круге Маливаю Вашингтону. Он также завоёвывал для Узбекистана бронзовые медали на Азиатских играх 1998 года (в команде) и 2002 года (в команде, одиночном разряде и миксте с Иродой Тулягановой).
На индивидуальном уровне Огородов завоевал свои первые награды во взрослом теннисе в цикле сателлитных турниров в Узбекистане, где в 1994 году победил и в одиночном, и в парном разрядах. За 1995 год он продвинулся в рейтинге АТР на 160 мест, в том числе одержав победы над игроками Top-20 мирового тенниса Андреем Медведевым и Андреа Гауденци, а в 1996 году завоевал первые титулы в турнирах уровня ATP Challenger — в одиночном разряде в Ченнаи (Индия), а в парах в Самарканде и Ахене (Германия). В 1997 году Огородов пробился в финал Открытого чемпионата Ченнаи — турнира основного тура АТР, где его партнёром был израильтянин Эяль Ран. По ходу турнира они обыграли двоих соперников из первой двадцатки мирового парного тенниса — Рика Лича и Джонатана Старка. Ещё через два года на Открытом чемпионате Ташкента, также входящем в основной тур АТР, Огородов завоевал титул в паре со швейцарским ветераном Марком Россе. В общей сложности за карьеру он выиграл три «челленджера» в одиночном и семь — в парном разряде, в том числе два с соотечественником Вадимом Куценко. В 1996 году Огородов вплотную приблизился к сотне сильнейших теннисистов мира в одиночном разряде, а через год повторил это же достижение в парном.
По стопам Олега Огородова пошла его дочь Алиса (Олеся), успешно выступавшая с конца первого десятилетия XXI века в международных юниорских соревнованиях, а в 2012 году, в 18 лет, ставшая чемпионкой Узбекистана в женских парах. Тренером Алисы был сам Олег.

## Рейтинг на конец года
| Год  | Одиночный рейтинг | Парный рейтинг |
| 2005 | 1 497             | 1 463          |
| 2004 | 896               | 1 014          |
| 2003 | 619               | 837            |
| 2002 | 166               | 231            |
| 2001 | 148               | 192            |
| 2000 | 230               | 144            |
| 1999 | 132               | 125            |
| 1998 | 225               | 267            |
| 1997 | 142               | 157            |
| 1996 | 140               | 145            |
| 1995 | 112               | 254            |
| 1994 | 264               | 369            |

## Выступления на турнирах

### Финалы турнировATPв парном разряде (2)
| Титулы                     |
| -------------------------- |
| Турниры Большого Шлема (0) |
| Олимпиада (0)              |
| Masters Cup (0)            |
| ATP Masters (0)            |
| ATP International Gold (0) |
| ATP International (0+1)    |

| Титулы по покрытиям | Титулы по месту проведения матчей турнира |
| ------------------- | ----------------------------------------- |
| Хард (0+1)          | Зал (0)                                   |
| Грунт (0)           | Зал (0)                                   |
| Трава (0)           | Открытый воздух (0+1)                     |
| Ковёр (0)           | Открытый воздух (0+1)                     |

| Результат | №  | Дата             | Турнир              | Покрытие | Партнёр    | Соперники в финале         | Счёт    |
| --------- | -- | ---------------- | ------------------- | -------- | ---------- | -------------------------- | ------- |
| Поражение | 1. | 13 апреля 1997   | Ченнаи, Индия       | Хард     | Эяль Ран   | Махеш Бхупати Леандер Паес | 6-7 5-7 |
| Победа    | 1. | 19 сентября 1999 | Ташкент, Узбекистан | Хард     | Марк Россе | Марк Кил Лоренцо Манта     | 7-6 7-6 |